# Gmina Boardman (Ohio)
Gmina Boardman (ang. Boardman Township) – gmina w Stanach Zjednoczonych, w stanie Ohio, w hrabstwie Mahoning. W 2020 roku liczyła 40 213 mieszkańców.